# Helen Homans
Helen Homans McLean, ameriška tenisačica, * 1878 ali 1879, † 20. marec 1949, Bronxville, New York, ZDA.
Leta 1906 je osvojila turnir za Nacionalno prvenstvo ZDA v posamični konkurenci, v finalu je premagala Maud Barger-Wallach. V konkurenci ženskih dvojic se je trikrat uvrstila v finale, turnir je osvojila leta 1905 skupaj z Carrie Neely, v finale se je uvrstila še v letih 1906 in 1915. V konkurenci mešanih dvojic se je najdlje uvrstila v polfinale leta 1905.

## Finali Grand Slamov

### Posamično (1)

#### Zmage (1)
| Leto | Turnir                   | Nasprotnica v finalu | Rezultat finala |
| 1906 | Nacionalno prvenstvo ZDA | Maud Barger-Wallach  | 6–4, 6–3        |

### Ženske dvojice (3)

#### Zmage (1)
| Leto | Turnir                   | Partnerica   | Nasprotnici v finalu                | Rezultat finala |
| 1905 | Nacionalno prvenstvo ZDA | Carrie Neely | Marjorie Oberteuffer Virginia Maule | 6–0, 6–1        |

#### Porazi (2)
| Leto | Turnir                       | Partnerica         | Nasprotnici v finalu               | Rezultat finala |
| 1906 | Nacionalno prvenstvo ZDA     | Clover Boldt       | Ethel Bliss-Platt Ann Burdette Coe | 4–6, 4–6        |
| 1915 | Nacionalno prvenstvo ZDA (2) | Mrs. G. L. Chapman | Hazel Hotchkiss Eleonora Sears     | 8–10, 2–6       |